# Archivio Postumia
 Archivio Postumia è il quinto album di inediti di Marco Ongaro.

## Descrizione
Il sesto album del cantautore è composto da due progetti musicali: Archivio Postumia e Eptalogia - Delle colpe e del perdono, registrati fra il 1990 e il 1991. L'intenzione, in accordo col produttore Renato Venturiero, era quella di pubblicarlo almeno cinque anni dopo, invece ha visto la luce quindici anni dopo. 

## Tracce
Archivio Postumia:
Testi e musiche di Marco Ongaro.
1. Sorrisi di primavera – 2:34
2. Siamo qui – 2:51
3. La signora non c'è – 2:28
4. Lolita – 2:50
5. Non morirò mai – 0:30
6. Landru – 2:32
7. I ladroni – 2:14
8. La signora russa – 3:05
9. Il resto mancia – 1:54
10. Non lacrimate le aiuole – 3:53
11. Non morirò mai n. 2

Eptalogia - Delle colpe e del perdono:
Testi e musiche di Marco Ongaro.
1. Demian – 5:09
2. L'hai voluto tu – 4:09
3. Ne valeva la pena – 4:01
4. Le donne le amo – 4:03
5. Il sosia – 4:12
6. Il fucile dell'amore – 3:56
7. Fido – 4:14

Bonus track:
Testi e musiche di Marco Ongaro.
1. La fame romana – 4:12
2. Dodi Moscati – Non lacrimate le aiuole – 3:53

## Formazione in Archivio Postumia
- Marco Ongaro - voce, pianoforte
- Giancarlo Sabbioni - contrabbasso
- Marco Pasetto - clarinetto e sax soprano
- Bruno Marini - sax baritono
- Sergio Lupi - fisarmonica
- Alberto Olivieri - batteria e percussioni

Direzione artistica Renato Venturiero e Marco Ongaro

## Formazione in Eptalogia - Delle colpe e del perdono
- Marco Ongaro - voce
- Tom Sinatra - chitarra acustica
- Cicci Santucci - tastiere, tromba cornetta e flicorno
- Massimo Moriconi - contrabbasso
- Giuseppe Carrieri - sax e clarino
- Alberto Bartolo - batteria
- Gegè Munari - batteria
- Renato Venturiero - percussioni

Arrangiamenti Cicci Santucci